# فرودگاه تولن–ایر
فرودگاه تولن-ایر (به انگلیسی: Toulon-Hyères Airport) (به زبان بومی: Aéroport de Toulon - Hyères) یک فرودگاه همگانی با کد یاتا TLN است که یک باند فرود آسفالت دارد و طول باند آن ۲۱۲۰ متر است. این فرودگاه در شهر تولون (فرانسه) کشور فرانسه قرار دارد و در ارتفاع ۲ متری از سطح دریا واقع شده است.